# Alex Lifeson
Aleksandar Živojinović, connu sous son nom de scène Alex Lifeson, né le 27 août 1953 à Fernie (Colombie-Britannique, Canada), est un guitariste canadien, membre fondateur du groupe de hard rock progressif Rush, il est le nouveau membre du groupe de new wave Devo depuis 2024.
En plus des guitares électrique et acoustique, Alex Lifeson utilise à l'occasion la mandoline, le bouzouki, la basse et les synthétiseurs.

## Biographie
Alex Lifeson, de son vrai nom Alexandar Zivojinovich est né le 27 août 1953 à Fernie (Colombie-Britannique, Canada). Il doit son nom à ses parents, immigrés serbes. Il utilise cependant le nom de scène Lifeson (une traduction presque littérale en anglais du nom de famille de ses ancêtres serbes, Живојиновић, Živojinović, signifiant en français « fils de la vie »). 
Il reçoit comme cadeau de Noël sa première guitare à l'âge de treize ans. Il décide d'abandonner le violon à l'âge de 12 ans pour commencer la guitare[réf. nécessaire], influencé par Eric Clapton, Jimi Hendrix, Jimmy Page, Jeff Beck, Pete Townshend, Steve Hackett. En 1963, il rencontre à l'école le premier batteur de Rush, John Rutsey, avec qui il décida de former le groupe. Il prend alors la décision de prendre de vrais cours de guitare, ce dernier ayant toujours été autodidacte.
Il a une femme, Charlene avec qui il a eu deux enfants, Justin et Adrian.

## Victor
Tandis que l'essentiel du travail de Lifeson dans la musique a été avec Rush, sa première escapade extérieure majeure a été son projet solo, Victor, sorti en 1996. Victor a été attribué comme un travail éponyme (le nom du projet désigne aussi le titre de l'album). Ce dernier a été fait délibérément comme une alternative à la production de l'album explicitement sous le nom de Lifeson. La chanson-titre est tirée du poète W. H. Auden, également intitulé "Victor". Son fils Adrian ainsi que sa femme Charlene ont également contribués à l'album ainsi que la chanteuse canadienne Lisa Dalbello. Un deuxième album qui devait inclure la chanteuse Sarah McLachlan était prévu, mais a apparemment été abandonné en raison du manque de soutien d'Atlantic Records pour le premier. 

## Collaborations
Il a aussi notamment collaboré avec les groupes Platinum Blonde (pour l’album Alien Shores), 3 Doors Down (pour la coproduction de 3 pièces pour l'album Away from the Sun et une participation au CD bonus réédité The Better Life) et aussi avec l’auteur et chanteur Tom Cochrane (pour l’album Ragged Ass Road). Il est également le compositeur du générique de la première saison de la série de science fiction Andromeda. En 1990, il participe à l'enregistrement de l'album Lost Brotherhood de Lawrence Gowan. Pour Noël 1997, il enregistre le titre The Little Drummer Boy pour l'album collectif de guitaristes intitulé Merry Axemas (A Guitar Christmas). En 2007, il est invité par le groupe britannique Porcupine Tree à jouer en studio sur un titre de leur album Fear of a Blank Planet : il réalise le solo de guitare de la chanson Anesthetize. Robert Fripp de King Crimson joue aussi sur une pièce de cet album, Way Out of Here.
Au cinéma, il fait une brève apparition en 2009 dans le faux documentaire Countdown to Liquor Day de la série télévisée Trailer Park Boys. Il joue un garde frontière canadien dans le film Suck sorti en 2009.

## Prix et hommage
- « Plus grand guitariste rock » par le magazine Guitar Player en 1984 et en mai 2008.
- En 2007, un astéroïde découvert en 1990 par l'astronome Brian P. Roman est baptisé « (19155) Lifeson » en son honneur[4].

## Discographie
- Solo ; 
- 1996 : Victor - Alex joue la guitare, la basse et les claviers, en plus des arrangements, de la programmation, du mixing et de la production. Les musiciens et chanteurs invités sont, Lisa Dalbello au chant sur Start Today, Edwin Ghazal aussi au chant sur 5 chansons, Bill Bell à la guitare, Les Claypool et Peter Cardinali à la basse, Blake Manning à la batterie, Colleen Allen aux cuivres.

- 2022 : Envy of None - Le 11 Avril prochain sortira le nouvel album du groupe Envy of None titré d'après le nom de la formation qui comprend Alex Lifeson à la guitare, Andy Curran qui est bassiste pour Coney Hatch, Maiah Wayne au chant et Alfio Annibalini à la production. La pièce Western Sunset est un hommage de Alex au batteur Neil Peart décédé le 7 janvier 2020. Références : https://www.loudersound.com/news/alex-lifeson-returns-with-envy-of-none-and-a-brand-new-video-for-liar

## Collaborations
- 1985 : Alien Shores de Platinum Blonde - Guitare solo sur Crying Over You et Holy Water, Lisa Dalbello aussi au chœurs.
- 1987 : Beyond Borders de Ed Bickert/Liona Boyd/Rik Emmett/Alex Lifeson : Acétate disponible avec le magazine Guitar Player Magazine  SOUNDPAGE #34
- 1988 : Hands Of Man (Vocal)/Hands Of Man (Instrumental) Single de Liona Boyd avec Rik Emmett et Alex Lifeson : https://www.discogs.com/fr/The-Big-Picture-6-Liona-Boyd-Rik-Emmett-Alex-Lifeson-Hands-Of-Man/release/6207925
- 1990 : Rock Aid Armenia - The Earthquake Album Artistes Variés - Joue sur Smoke On The Water + Rush Spirit Of Radio.
- 1990 : Lost Brotherhood de Gowan - Joue sur tout l'album, avec Tony Levin, Jerry Marotta, produit par Mike Howlett.
- 1995 : Ragged Ass Road de Tom Cochrane - Guitare sur 3 pièces.
- 1996 : Scenery And Fish de I Mother Earth - Guitare sur Like A Girl.
- 1997 : Merry Axemas: A Guitar Christmas Artistes Variés - Joue sur The Little Drummer Boy.
- 2002 : Gene Roddenberry's Andromeda de Matthew McCauley - Joue sur March Of The High Guard qui ne dure que 59 secondes!
- 2006 : Trailer Park Boys: The Movie Soundtrack Artistes Variés : 3 pièces, I Fought The Law avec The Big Dirty Band, Liquor & Whores avec Bubbles & The Shit Rockers et enfin avec Rush, The Spirit Of Radio.
- 2007 : Fear Of A Blank Planet de Porcupine Tree - Joue sur Anesthetize, Robert Fripp joue aussi sur l'album.
- 2008 : Fly Paper de Tiles - Joue sur Sacred & Mundane.
- 2017 : Borrego de Marco Minnemann - Joue sur 3 pièces et a participé à l'écriture de la chanson On That Note.

## Production
- 2002 : Away From The Sun de 3 Doors Down - A produit 3 chansons.